# Teriyaki

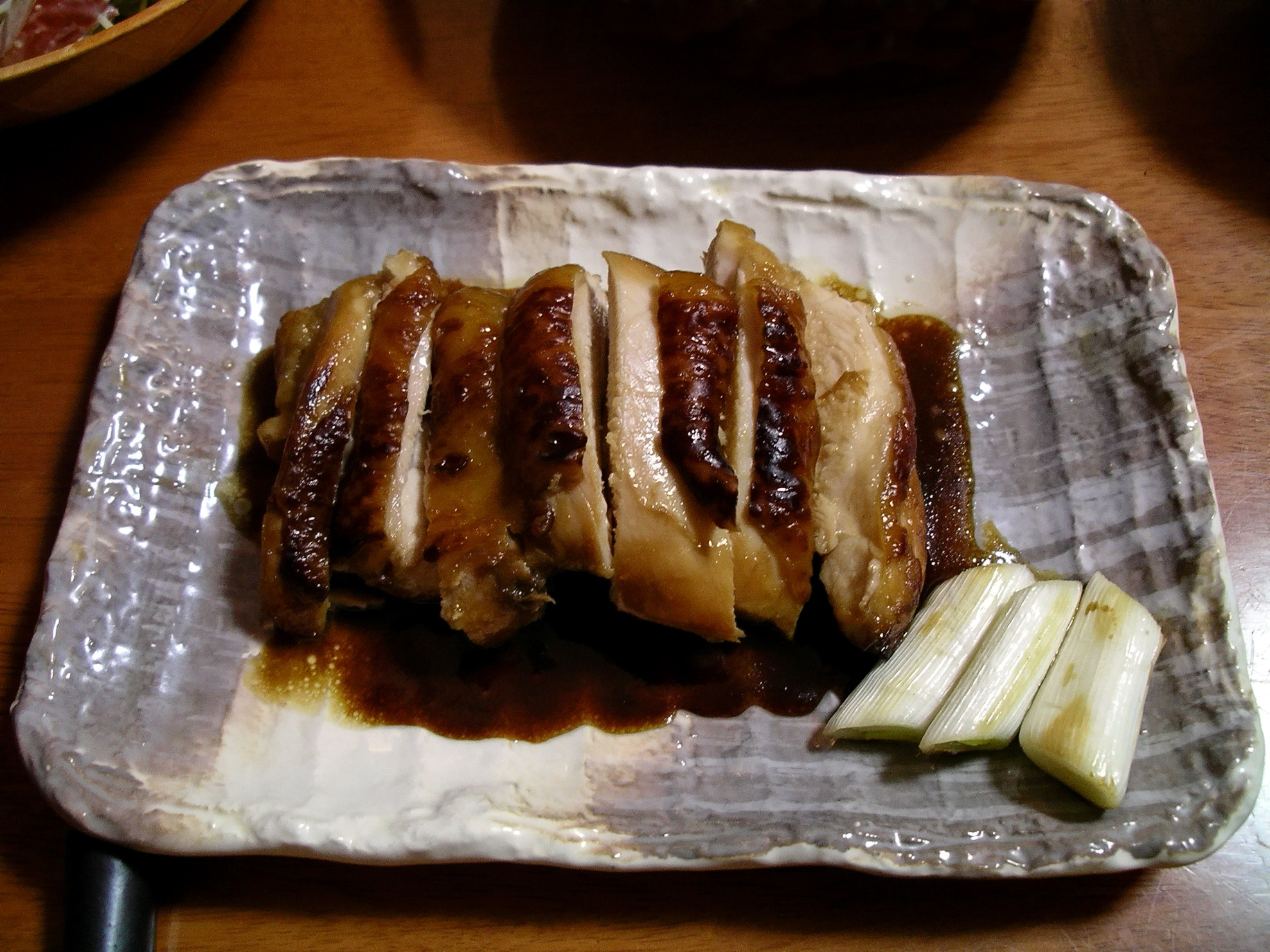
Kip-teriyaki

Teriyaki (Japans: 照り焼き, テリヤキ) is een Japanse kooktechniek, waarbij gesneden vis of vlees wordt gebakken (yaki) in een marinade van sojasaus, waardoor het een speciale glans (teri) krijgt.
De saus voor teriyaki wordt gemaakt van onder andere soja, suiker en rijstwijn. In de westerse wereld kun je de teriyaki-achtige saus kant-en-klaar kopen in de supermarkt of oosterse winkel. Vaak zitten er dan niet-traditionele ingrediënten in, zoals knoflook.
In de handel zijn ook vegetarische kant-en-klaar-producten verkrijgbaar die met deze techniek bereid zijn. 